# Sandy Frances Duncan
Pour les articles homonymes, voir Sandy Duncan et Duncan.
Sandy Frances Duncan (née en 1942) est une nouvelliste et écrivaine canadienne.

## Biographie
Née à Vancouver en Colombie-Britannique, Duncan complète un baccalauréat et une maîtrise de l'Université de la Colombie-Britannique. Elle travaille ensuite comme psychologue à la Woodlands School de New Westminster, au Burnaby Mental Health de Burnaby et au Metropolitan Health Department de Vancouver. Elle se concentre uniquement sur l'écriture dès 1973.
Sa nouvelle Gold Rush Orphan est finaliste du Sheila A. Egoff Children's Literature Prize (en) de 2005. Elle contribue aussi au développement de histoires courtes Dropped Threads: What We Aren't Told and Celebrating Canadian Women, ainsi qu'aux magazines Makara, Northern Journey et Canadian Fiction. Elle est membre de la PEN International et de Writers' Union of Canada (en).

### Nouvelles
- Cariboo Runaway (en) (1976)
- Kap-Sung Ferris (1977)
- The Toothpaste Genie (1981)
- Dragonhunt (1981)
- Finding Home (1982)
- Pattern Makers (1989)
- Listen to Me, Grace Kelly (1990)
- British Columbia: Its Land, Mineral and Water Resources (1996)
- Gold Rush Orphan (2004)[1]

### Mystères
Quatre nouvelles, coécrite avec George Szanto, comprenant the Islands Investigations International Mysteries suivante:
- Never Sleep with a Suspect on Gabriola Island (2009)[4]
- Always Kiss the Corpse on Whidbey Island (2010)[5]
- Never Hug a Mugger on Quadra Island (2011)[6]
- Always Love a Villain on San Juan Island (2013)[7]

## Référence
- (en) Cet article est partiellement ou en totalité issu de l’article de Wikipédia en anglais intitulé « Sandy Frances Duncan » (voir la liste des auteurs).

1. 1 2 3 4 5  (en) « Contemporary Authors Online: Sandy Frances Mary Duncan » , sur Biography In Context, Gale, 14 juin 2012 (consulté le 2 mai 2019)
2. ↑  (en) « BC Book Prizes: Sheila A. Egoff Children's Literature Prize », BC Book Prizes, 2019 (consulté le 3 mai 2019)
3. ↑  (en) « Sandy Frances Duncan », Ronsdale Press, 2019 (consulté le 4 mai 2019)
4. ↑  (en) Never Sleep with a Suspect on Gabriola Island, WorldCat (OCLC 305104485, lire en ligne)
5. ↑  (en) Always Kiss the Corpse on Whidbey Island, WorldCat (OCLC 1036057052, lire en ligne)
6. ↑  (en) Never Hug a Mugger on Quadra Island, WorldCat (OCLC 935755909, lire en ligne)
7. ↑  (en) Always Love a Villain on San Juan Island, WorldCat (OCLC 833553361, lire en ligne)